# 424200 Tonicelia
424200 Tonicelia este o planetă minoră (asteroid) din centura de asteroizi. A fost descoperită pe 12 iulie 2007 la Observatorio Astronómico de La Sagra⁠(d) de Observatorul Astronomic din Mallorca⁠(d). 
Obiectul prezintă o orbită caracterizată de o semiaxă mare de 3,1010591089064 UAi, o excentricitate de 0,18, o înclinație de 21,3 ° în raport cu ecliptica.